# 薩拉馬湖國家公園
薩拉馬湖國家公園（芬蘭語：Salamajärven kansallispuisto）是芬蘭的一處國家公園，位於中博滕區和中芬蘭區。薩拉馬湖國家公園是一個面積廣大的無人區，保留有多樣的沼澤生態系統並且是野生動物的家園。